# Кухарчук-Хрущёва, Нина Петровна
Ни́на Петро́вна Кухарчу́к-Хрущёва (укр. Ніна Петрівна Кухарчук-Хрущова; урождённая Кухарчу́к; 14 апреля 1900, Василев, Томашевский уезд, Люблинская губерния, Царство Польское, Российская империя — 13 августа 1984, Москва, СССР) — вторая супруга Первого секретаря ЦК КПСС Никиты Хрущёва.

## Биография

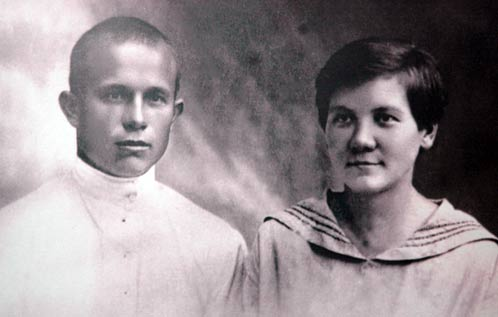
Никита Хрущёв и Нина Кухарчук, 1924 год

Нина Петровна Кухарчук родилась в украинской семье в селе Василев на Холмщине, входившей в то время в состав Российской империи, ныне — Томашувский повят (Люблинское воеводство). Её родители, Пётр Васильевич Кухарчук и Екатерина Григорьевна Бондарчук были крестьянами.
В 9 лет Нина пошла в сельскую школу, где проявила большие способности к учёбе. Сельский учитель убедил родителей девочки, что ей надо продолжать образование, и в 12 лет она переехала к родственникам в Люблин, где поступила в местную гимназию. Во время Первой мировой войны жила в Холме, где служил её отец-военный. Далее по ходу войны поступила на казённый счёт в холмское Мариинское женское училище, с которым позже уехала в эвакуацию в Одессу, работала в его канцелярии.
В начале 1920 года подпольно вступила в ВКП(б), в июне по партийной линии как свободно владеющая польским языком была направлена агитатором на Польский фронт. В образованном в том же году ЦК компартии Западной Украины была назначена заведующей отделом по работе среди женщин. Осенью Нина Кухарчук была отправлена на учёбу в Коммунистический университет имени Я. М. Свердлова, находившийся в Москве. Летом 1921 года её направили преподавателем в губернскую партийную школу в Донбассе, в город Бахмут.
В начале 1922 года тяжело переболела сыпным тифом, но уже летом партийный руководитель Серафима Гопнер устроила её на работу на губернские курсы учителей в Таганроге. Осенью приехала в Юзовку (теперь — Донецк) преподавать в окружной партшколе и познакомилась с Никитой Хрущёвым, ставшим её мужем. На тот момент он был вдовцом, после смерти жены один воспитывал сына Леонида и дочь Юлию. Свой брак они официально зарегистрировали только в 1965 году.
В 1926 году Нина Петровна училась в Москве, в Коммунистической академии им. Крупской на отделении политической экономии, после чего была направлена преподавателем в Киевскую межокружную партийную школу.
В 1929 году родила дочь Раду.
В 1930 году Никита Хрущёв был переведён в Москву, куда переехал с семьёй, включая детей от первого брака. Нина Кухарчук работала на Московском электрозаводе имени Куйбышева, где она как член парткома руководила отделом агитации и пропаганды.
Директором завода в то время был Н. А. Булганин, у которого с
Хрущёвым сложились доверительные отношения, продолжавшиеся до 1950-х годов. Семья поселилась в четырёхкомнатной квартире Дома на набережной вместе с родителями Хрущёва. На заводе Нина Кухарчук проработала до 1935 года, когда родился сын Сергей.
В 1937 году родилась дочь Елена. В дальнейшем Нина Кухарчук не прекращала общественной работы.
В 1938 году Хрущёвы вернулись в Киев: Никита Хрущёв стал первым секретарём ЦК КП(б) Украины, а Нина Петровна начала изучать английский язык (свободно владела русским, украинским, польским и французским). Во время Великой Отечественной войны с детьми жила в эвакуации в Куйбышеве (Самара). Когда погиб на фронте Леонид Хрущёв, взяла на воспитание его дочь Юлию.
Имея на попечении большую семью, Нина Кухарчук продолжала работать и умело вела хозяйство. Сотрудник охраны Хрущёва полковник Кузовлев вспоминал её как строгую и экономную женщину: «Сотрудники обслуги и даже дети не страшились её мужа, но трепетали перед нею. Молчаливая, но предельно требовательная — охрана, повара и водители прозвали её Коробочка».
После смерти Сталина, когда Никита Хрущёв фактически возглавил Советский Союз и КПСС, стала «первой леди» государства. Участвовала в зарубежных поездках мужа, встречалась с первыми лицами других государств и их жёнами, что до неё в СССР не было принято.
Когда в 1959 году Никита Хрущёв вместе с супругой отправился с визитом в США и встречался с президентом Дуайтом Эйзенхауэром и его женой Мейми, Нина Кухарчук поразила элиту США и зарубежных журналистов умением свободно вести беседу на английском языке, знанием экономики и светскими манерами. При этом одевалась она просто, всячески подчёркивая свою связь с народом, частью которого она была.

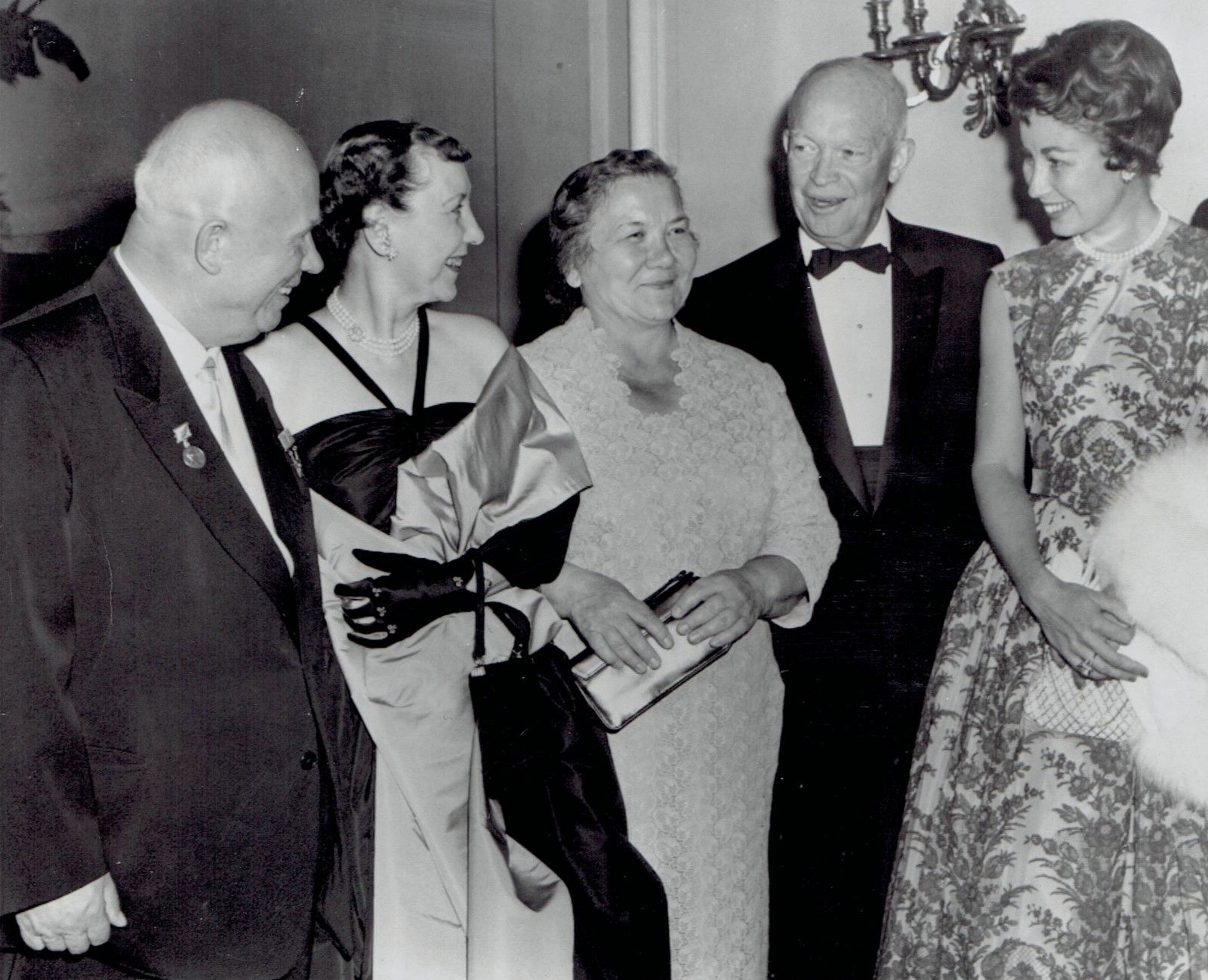
Нина Кухарчук (в центре), Никита Хрущёв и 34-й президент США Дуайт Эйзенхауэр в Вашингтоне, 17 сентября 1959 года

Дэвид Рокфеллер после беседы с Ниной Кухарчук заявил, что она хорошо разбирается в экономике.
Современники отмечали, что у Хрущёвых был очень гармоничный брак.
Отставку мужа Нина Петровна пережила очень болезненно. Затем в течение нескольких недель она отказывалась освобождать дом на Ленинских горах, откуда Хрущёвых попросили съехать. Зять Алексей Аджубей вспоминал, что Хрущёвым предложили квартиру в Староконюшенном переулке, а вместо дачи отвели деревянный дом в Петрово-Дальнем. Уже после смерти мужа Нина Кухарчук переехала на государственную дачу в Жуковке, где жила от выходных до выходных в ожидании детей и внуков. Получала персональную пенсию в 200 рублей.

Нина Кухарчук пережила мужа (умер в 1971 году) и дочь Елену (умерла в 1972). Скончалась 13 августа 1984 года. Похоронена на Новодевичьем кладбище Москвы.

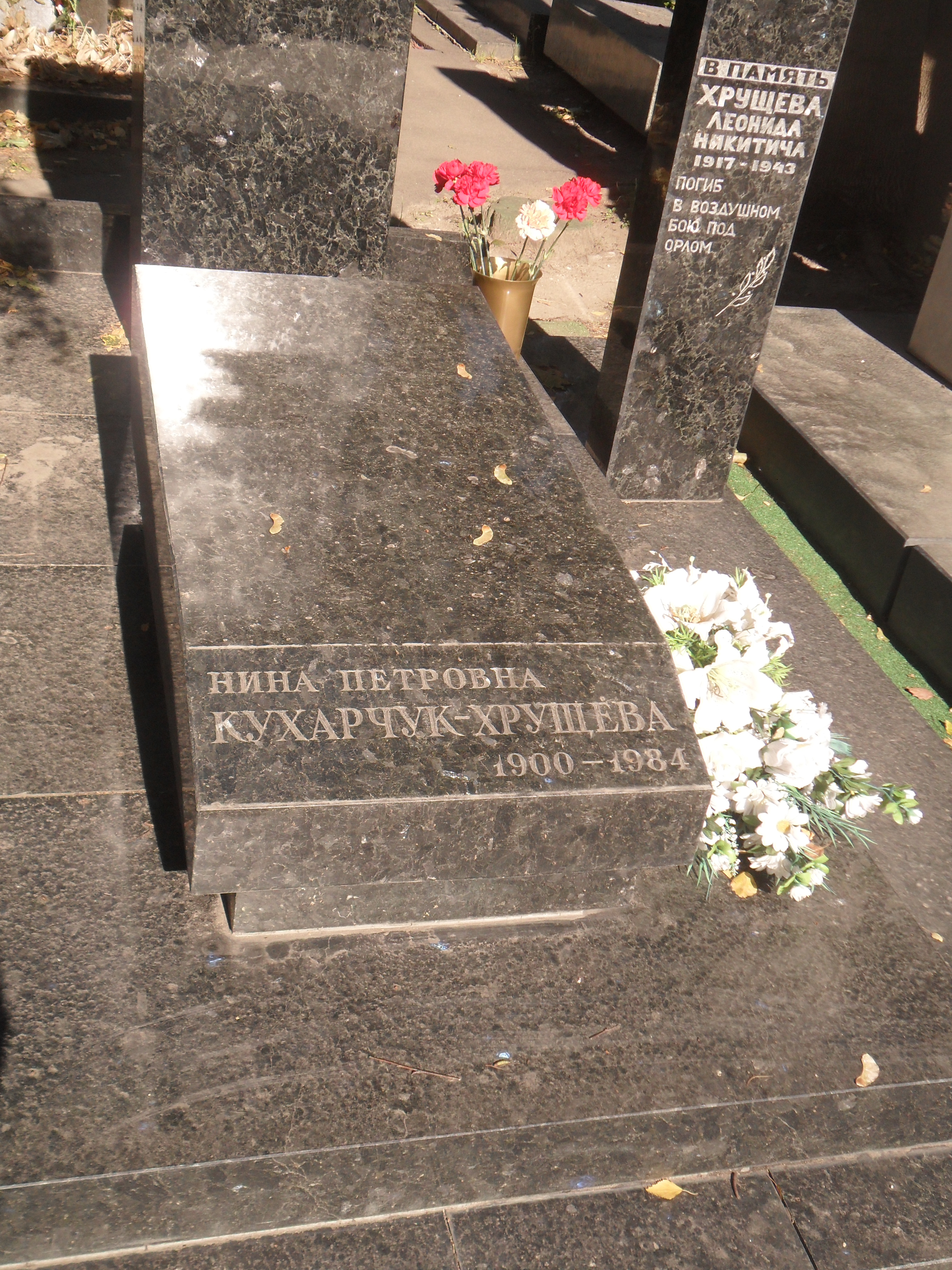
Могила Нины Петровны Кухарчук-Хрущёвой на Новодевичьем кладбище

А. Н. Шелепин вспоминал о ней: «Нина Петровна, жена Хрущёва, очень скромная, всегда в стороне, никуда не лезла, никем она не командовала. В этом отношении такой же была и жена Брежнева. Нина Петровна бывала иногда на приёмах, но очень редко и вела себя скромно».
Знавшая её вдова В. В. Гришина вспоминала, что та «интересовалась искусством: посещала театры, выставки, концерты»; характеризовала её как «умную женщину».